# Jan Kowalczyk
Jan Kowalczyk (Drogomyśl, 18 de dezembro de 1941 – 24 de fevereiro de 2020) foi um ginete de elite polaco especialista em saltos, campeão olímpico. 

## Carreira
Kowalczyk representou seu país nos Jogos Olímpicos de Verão de 1968, 1972 e 1980, na qual conquistou a medalha de ouro nos saltos individual em 1980.

## Morte
Morreu no dia 24 de fevereiro de 2020, aos 78 anos.